# Penthetria motschulskii
Penthetria motschulskii är en tvåvingeart som först beskrevs av Gimmerthal 1845.  Penthetria motschulskii ingår i släktet Penthetria och familjen hårmyggor. Inga underarter finns listade i Catalogue of Life.